# DaVinci Resolve
DaVinci Resolve е професионален софтуер за видеообработка, обединяващ нелинейно видео редактиране, цветова корекция, визуални ефекти (VFX) и аудио обработка. Разработен е от Blackmagic Design, базирана в Австралия.

## История
DaVinci Resolve първоначално е създаден през 2004 г. от американската компания da Vinci Systems като специализиран софтуер за цветова корекция. През 2009 г. компанията е придобита от Blackmagic Design, която значително разширява възможностите на Resolve, превръщайки го в цялостен пакет за постпродукция. От 2011 г. се предлага и безплатна версия – DaVinci Resolve Lite.

## Функционалност
Програмата включва няколко отделни модула („страници“):
- Media – управление и организация на файлове;
- Cut – бърз монтажен интерфейс;
- Edit – пълноценна нелинейна видеообработка;
- Fusion – композиране и визуални ефекти;
- Color – професионална цветова корекция;
- Fairlight – аудио обработка и мастериране;
- Deliver – финализиране.

DaVinci Resolve поддържа HDR, ACES, Dolby Vision, работа с множество GPU и високи резолюции до 32K в платената версия Studio.

## Версии
- DaVinci Resolve (Free) – безплатна версия с всички основни функции.
- DaVinci Resolve Studio – платена версия с разширени инструменти като:
  - премахване на шум;
  - 3D инструменти;
  - поддръжка на многопотребителска работа;
  - инструменти с изкуствен интелект (Magic Mask, Voice Isolation).

## Приложение
DaVinci Resolve е използван за реализирането на множество кино и телевизионни продукции, включително:
- La La Land;
- Deadpool 2;
- Avatar;
- Game of Thrones;
- The Walking Dead;
- Star Wars: The Last Jedi.[източник? (Поискан днес)]